# Papel Principal
Papel Principal é uma telenovela portuguesa produzida pela SP Televisão que foi exibida pela SIC de 25 de setembro de 2023 a 5 de outubro de 2024, substituindo Sangue Oculto e sendo substituída meses antes por A Promessa. É a "34.ª novela" do canal.
Escrita por Ana Casaca a partir de uma ideia original da SIC, tem a colaboração de Manuel Mora Marques, Catarina Dias, Filipa Poppe, João Maria, Mariana Vicente, Pedro Barbosa da Silva e Pedro Cavaleiro como guionistas, a direção de Jorge Cardoso, a direção de atores de Joana Brandão e Elsa Galvão, a direção de produção de Francisco Barbosa e a realização de Hugo Xavier, Joel Monteiro, Jorge Cardoso e José Manuel Fernandes.
Conta com as atuações de Carolina Carvalho, Margarida Vila-Nova, Ângelo Rodrigues, José Mata, Mafalda Vilhena, António Fonseca e Victoria Guerra nos papéis principais.

## Sinopse
| Fases | Fases | Episódios | Episódios | Originalmente exibido  | Originalmente exibido |
| Fases | Fases | Episódios | Episódios | Estreia da temporada   | Final da temporada    |
| ----- | ----- | --------- | --------- | ---------------------- | --------------------- |
|       | 1     | 110       | 110       | 19 de setembro de 2023 | 1 de março de 2024    |
|       | 2     | 192       | 192       | 4 de março de 2024     | 5 de outubro de 2024  |

### Primeira parte (2023-2024)
O glamour do teatro de revista encontra o tumulto dos bastidores, enquanto os atores lutam para alcançar o estrelato e enfrentam os desafios do mundo das artes cénicas. No coração desta história está Aurora Guerra, uma atriz de sucesso que foi catapultada para a fama ainda jovem, na série juvenil “Os Eleitos”, sendo reconhecida como a mais popular atriz de comédia. Além da famosa série juvenil que a lançou já fez várias novelas e estreou há uns meses uma série à qual emprestou o próprio nome – “A Casa da Aurora” – que está a ser um estrondoso sucesso. Faz também teatro musical. Mas, por detrás de uma mulher determinada e bem-humorada, esconde-se alguém manipulado toda a vida por uma mãe que, apesar de tudo ter feito para que a filha tivesse sucesso, sente inveja secretamente, pois a filha vive tudo o que ela nunca conseguiu para si.
Os pais, Júlio Guerra e Irene Guerra inscreveram a jovem Aurora no casting para uma série juvenil e, ao perceber que a decisão estava entre ela e outra rapariga da sua idade, Lúcia Rocha, Irene não se coíbe de puxar dos seus galões junto do diretor de casting. Ele é um antigo conhecido (e ex-amante) e Irene usa isso a seu favor para influenciar a escolha da filha para a série.
Ao contrário de Aurora, que cresceu numa família financeiramente estável, Lúcia nunca teve nada além do sonho de representar. Criada por uma mãe negligente e sem posses, num bairro problemático (Bairro Horizonte), viu nesta audição uma oportunidade de fugir à sua vida e assim que presenciou a reação ao seu desempenho, teve a certeza de que conseguiria o lugar da protagonista que procuravam. Mas estava enganada e percebe isso no momento em que vê a mãe de Aurora a conversar de forma íntima com o diretor de casting, seguindo-se a vitória de Aurora no lugar de protagonista da série.
Ao confrontar Irene esta acaba por humilhá-la e, numa discussão acesa, Lúcia tenta agredi-la, mas dá-se um acidente inesperado e esta quase perde a vida, ao ser empurrada e caindo na estrada. Irene afasta-se, sem se aperceber do que aconteceu. Lúcia fica com marcas numa perna, passando a coxear e tem a certeza de que as suas hipóteses como atriz morreram.
Dez anos depois, vamos encontrar Aurora, prestes a estrear mais um musical, no Teatro Paraíso, recém-comprado por ela e pela família. Também vamos encontrar Lúcia prestes a ser apanhada pela polícia, na sequência de um assalto.
Assistindo a mais um sucesso da mulher que lhe roubou o futuro, Lúcia sente que está num caminho sem retorno e, movida pelo ódio que lhe tem, decide que chegou a altura de se vingar: se ela não tem futuro, Aurora e a mãe não o terão. Arranjará maneira de se infiltrar na vida de Aurora e, juntamente com o seu melhor amigo, Paulo Peixoto, irão tirar-lhe tudo. Tal como um lobo em pele de cordeiro, Lúcia transformar-se-á numa presença indispensável na vida profissional e pessoal de Aurora, boicotando-a, sem que esta o imagine, afastando-a dos pais, isolando-a, até se tornar na única pessoa em quem Aurora confia. Mais tarde Paulo terá como missão fazer com que Aurora se apaixone por ele.
Nesse mesmo dia da estreia, Aurora reencontra Fred Nascimento, o seu amor de juventude. Ele está de regresso a Portugal, depois de ter partido para os Estados Unidos, no final da primeira temporada da série “Os Eleitos” e, antes de conseguir contar-lhe que é casado, os dois envolvem-se e Aurora sente-se traída, quando descobre que Fred é comprometido.
Fred regressou a Portugal a fim de tratar da herança do pai, mas descobre que a cadeia de lojas que os pais possuíam – Ponto sem Nó – enfrenta graves problemas financeiros, descobre também que o bairro onde o pai cresceu e se tornou num famoso campeão de boxe – o Bairro Horizonte – está em grave decadência, entregue ao crime. Ele decidir-se-á a ficar em Portugal e a recuperar o negócio e, como praticante de boxe, irá empenhar-se em tirar as crianças das ruas e levá-las para a Associação, mais concretamente para o ringue, onde terão mais hipóteses de descarregar o que têm de suportar diariamente. Vera Nascimento irá juntar-se ao marido, convencida de que, assim que a Ponto sem Nó tiver recuperado, os dois regressam aos Estados Unidos, longe de imaginar que o marido continua apaixonado por Aurora.
Aurora trabalha no Teatro Paraíso, que os pais compraram e onde funciona o estúdio, onde a sua série é gravada e o teatro, onde o seu musical é apresentado todas as noites.
Neste teatro, além de Aurora e os pais, trabalham também o maquilhador Diego Caseiro e os atores consagrados: Matilde Silvestre, Miguel Castilho, Daniela Teixeira, Roberto Batista. Também lá trabalha Marcelo Pimenta, o criador da série e encenador do musical, que tem um feitio muito especial e, apesar de ser o melhor amigo de Júlio, está apaixonado por Irene. Este terá de enfrentar Inês Freitas, que virá para ajudá-lo com os guiões da série, mas que prova ser mais talentosa do que ele. Além disto, Inês é a ex-namorada de Roberto, disposta a tudo para que ele volte para ela.
No Bairro Horizonte, dominado por Ângelo Tavares, com pulso de ferro, vive Gabriela Santos, o seu braço direito e dona da Mercearia Horizonte, que está longe de imaginar que o homem que lhe deu a mão quando o seu pai desapareceu, é precisamente o homem responsável pelo desaparecimento do pai. Gabriela irá apaixonar-se por boxe, quando Fred reabre o ginásio na associação e praticará ali às escondidas de Ângelo, pois este é contra a ocupação daquele espaço por Fred e tudo fará para o expulsar do bairro.
No bairro vive a família Bezerro: Joel, Marina, Denise e Zen. Joel o obcecado sindicalista, que não consegue segurar um emprego por ser demasiado reivindicativo e que, em desespero, acabará por cair nas garras de Ângelo. Marina, que faz horas extraordinárias na Ponto sem Nó e é empregada de limpeza na casa de Aurora. Denise, cujo sonho é encontrar um homem rico e sair do bairro e Zen, que está determinado em juntar dinheiro para comprar uma casa aos pais, andando a amealhar desde criança, com os vários trabalhos que foi colecionando e sendo muito mais rico do que ele próprio imagina.
No bairro vive também Fernanda Peixoto, a avó de Paulo, que recebeu Lúcia quando a mãe desta a abandonou no hospital, há 20 anos atrás. É uma mulher de força, que se recusa a compactuar com os esquemas de Ângelo e que não imagina que o neto que criou com tanto amor, vive ligado aos esquemas do gangster do bairro. Ela pensa que Ângelo foi o responsável pela morte da sua filha. Guarda também um segredo que poderá deitar por terra a sua relação com o neto.
Fora do bairro, existe o Café de Notícias, um espaço recém-inaugurado por Pedro Dinis, onde trabalham Zen e Alice Teixeira, a filha de Daniela, que não imagina ter encontrado trabalho e uma relação de amizade com o homem responsável pelo acidente que vitimou o seu pai e que se instalou ali apenas para poder proteger a família do homem que vitimou, quando conduzia embriagado, acabando por apaixonar-se pela Daniela.
Existe também o restaurante Atasca no Paraíso, gerido por Silvina Castilho, mulher de Miguel Castilho. Ela veio de baixo e tem origens humildes, por isso, até hoje ainda não percebeu o que é que um homem lindo e famoso como Miguel viu nela. É, por isso, muito insegura em relação ao marido, mas em mais nada essa insegurança se revela. Quando Irene perceber que os ciúmes de Silvina estão a prejudicar a imagem do seu ator, uma vez que ela invade o palco do musical, ameaça-a com a polícia, caso ela se aproxime de novo dos estúdios.
Empolada pela raiva que sente de Irene, Silvina leva tudo à frente quando decide começar a escrever sob o pseudónimo Henrique Divo. Um crítico de artes, que aponta constantemente baterias a tudo o que é exibido naquele teatro e à série “A Casa de Aurora”. Não quer sequer saber que isso prejudique a série que sustenta o marido. Cada um dos atores pagaria para descobrir quem é este homem implacável, que parece odiar tudo o que venha da família de Aurora, mas ninguém imagina que, por detrás de um crítico tão mordaz quanto feroz, está uma mulher magoada.
Nesse restaurante, também trabalha Denise, cujo grande sonho é casar com um homem rico e trepar a escadaria social sem esforço. Tem a certeza de que vai conseguir, é uma questão de tempo até que o seu homem rico lhe caia ao colo. Não diz a ninguém que vive no Bairro Horizonte, pois sabe que isso é meio caminho andando para ser discriminada e ficar afastada do seu objetivo.
Miguel e Silvina têm uma filha: Rita, que vive envergonhada com o pai famoso. Podia imaginar-se que os adolescentes são capazes de matar por um pai que seja reconhecido na rua, mas isso é apenas na cabeça de quem não conhece um adolescente. Não se sente bem na sua pele, acha-se feia, com excesso de peso e é muito insegura. Em casa finge que tem imensos amigos, para não preocupar a mãe, mas na escola passa o tempo sozinha. É completamente viciada em videojogos e passa o seu tempo livre a dar tiros online. É aqui que ela brilha, enlouquecendo todos lá em casa, com o barulho dos jogos, é aqui que ela consegue ser ela própria, até chegar Roberto, que também joga e começa a destroná-la. Os dois estão sempre em despique online, ela odeia aquele jogador que está sempre a fazer com que perca. Ambos estão longe de imaginar que acabarão por conhecer-se na vida real e apaixonar-se, para horror de Miguel, porque este não se dá bem com o seu jovem colega de trabalho…
A Família Silvestre é composta por Gustavo, Matilde, Manel e Teresa. Tanto Gustavo como Matilde sonham com o dia em que o filho Manel e a sua mulher Teresa lhes encherão a casa com netinhos. Gustavo gosta da nora, mas sente que eles não os visitam o suficiente, por isso, convida-os com frequência para jantares, aniversários, inventando as mais variadas desculpas para que eles os vão visitar. Quando Gustavo sofre um episódio de saúde, Matilde pede a Irene que a tire da série e Irene confronta-a com uma indemnização que ela terá de pagar e que a deixará sem poupanças. Mas, mesmo assim, ela acha que o marido é mais importante. Decide não contar à família que ficou sem o dinheiro e terá de gerir esta mentira com mestria. Gustavo fica muito feliz por ter a mulher de volta, mas essa felicidade vai esmorecendo, quando percebe que Matilde definha sem a sua profissão.
Manel e Teresa estão à frente de uma empresa de investigação privada – Debaixo D’Olho – investigando desde infidelidades entre casais e desaparecimento de pessoas, a burlas na internet. Quando, a pedido de uma cliente, tem de investigar um caso de infidelidade, Manel percebe que é Teresa, a sua própria mulher, que está a ter um caso. O que é que isto diz dele como detetive? O que é que isto diz dele como marido? Em negação por uns tempos, decide reunir todas as provas até conseguir confrontá-la, acabando por apanhá-la em flagrante delito. Quer o divórcio, mas ela recusa-se a abrir mão da Debaixo D’Olho e, depois de um confronto aceso, eles chegam a uma solução: quem conseguir resolver mais casos num determinado período de tempo, ficará com a agência. E começa a guerra entre o casal. Na agência de detetives, o amor passa a viver de mãos dadas com o ódio. Vamos ver qual deles vencerá no final. Se Manel ou se Teresa. Ou será que nesta batalha, os dois reacenderão a paixão que tinham perdido?
E estão lançados os dados para uma história de vingança e rivalidade que terá como palco o mundo do espetáculo, cheio de todo o glamour, mas também de todas as peripécias e intrigas de bastidores.

### Segunda parte - A Vingança (2024)
"Papel Principal" vai virar a página! Na conservatória, Paulo e Lúcia assinam os documentos que passam, oficialmente, todos os bens de Aurora para a vilã. Os dois beijam-se, entusiasmados.
Lúcia e Paulo passeiam, cúmplices. Daniela vê-os, no jardim, ao longe, e envia algumas fotografias deles aos beijos para Aurora. Aurora descobre, finalmente, o plano de Lúcia e Paulo. E agora, arrisca perder tudo!

## Elenco
| Ator/Atriz          | Personagem                                                             |
| ------------------- | ---------------------------------------------------------------------- |
| Carolina Carvalho   | Aurora Guerra / Aurora Silva (personagem fictícia de A Casa da Aurora) |
| Margarida Vila-Nova | Lúcia Rocha / Lisete Silva (personagem fictícia de A Casa dos Silva)   |
| Ângelo Rodrigues    | Frederico «Fred» Nascimento                                            |
| José Mata           | Paulo Peixoto                                                          |
| Mafalda Vilhena     | Irene Guerra                                                           |
| António Fonseca     | Júlio Guerra                                                           |
| Victoria Guerra     | Vera Nascimento                                                        |

## Produção

### Desenvolvimento
"Aqui vamos querer retratar o universo que tem a ver com a representação, a revista à portuguesa, com a comédia. Tem uma produção e exibição que será diferente de tudo o que já se fez. É uma proposta que vai surpreender".

—Daniel Oliveira, diretor de programas da SIC

Cartaz de divulgação da telenovela.

A pré-produção da novela começou em setembro de 2022, abordando a vida dos atores e do teatro de revista português com Ana Casaca a ficar encarregue de escrever a história que iria suceder a Sangue Oculto. Com os títulos de trabalho Bastidores e O Preço da Fama, a escolha do título da novela acabou por recair em Papel Principal.
Os trabalhos da novela começaram a 28 de junho de 2023, contando com gravações interiores nos estúdios SP Televisão e com gravações exteriores nos arredores de Lisboa, no Parque dos Poetas, em Oeiras e no Teatro Thalia, no Seixal, que serve para dar vida ao edifício do teatro fictício "Teatro Paraíso". A novela teria a previsão de terminar os trabalhos em março de 2024 com 250 episódios de produção apesar de só terem sido encomendados os habituais 200 episódios de uma telenovela pela SIC e a SP Televisão, mas devido a péssima repercussão do público e a baixa audiência foi encurtada para 171 episódios de produção, com menos 79 episódios que o previsto inicialmente. Os trabalhos terminaram nos dias 21 e 22 de dezembro de 2023.

### Escolha do elenco
Luciana Abreu foi o primeiro nome anunciado no elenco, tendo sido convidada após ter renovado o contrato com a SIC em outubro de 2022, porém, acabou por transitar para um outro projeto do canal.
Após vários rumores que iria mudar-se da TVI para a SIC, Sofia Ribeiro foi contratada pela SIC em janeiro de 2023, tendo sido confirmada em abril do mesmo ano para protagonizar em conjunto com Lourenço Ortigão a novela. Porém, acabaram por ser os dois transferidos para Senhora do Mar e foram substituídos por José Mata e Carolina Carvalho. A eles, juntou-se Margarida Vila-Nova para dar vida à vilã da história. Para fazer de par romântico com a personagem de Carolina, foi escolhido o ator Ângelo Rodrigues. Victoria Guerra, António Fonseca e Mafalda Vilhena compõem o restante elenco principal da novela.
Carolina Loureiro e Cláudia Vieira, que estariam inicialmente em Flor sem Tempo, acabaram por ser transferidas para a novela, tendo Carolina ficado no elenco recorrente da história enquanto que Cláudia foi coagitada para fazer uma participação especial. A participação de Cláudia acabou por não se realizar e a atriz acabou por ser novamente transferida para outra novela do canal. Cucha Carvalheiro estava dada como certa no elenco, mas por motivos desconhecidos, a sua participação na novela acabou por não acontecer e foi substituída por Márcia Breia. Marco d'Almeida e Joaquim Monchique, que nunca haviam feito uma novela na SIC (no caso de Joaquim, nunca havia feito uma telenovela portuguesa), também foram confirmados no elenco da novela, a par de Noémia Costa, Isabela Valadeiro, Patrícia Tavares, Diogo Martins, Igor Regalla, Renato Godinho, Sofia Arruda, Miguel Raposo, Carlos Areia, Vera Moura, Pedro Lacerda, João Vicente, Sandra Faleiro, João Arrais, Cleia Almeida, Melânia Gomes, Beatriz Forjaz e Diana Palmerston, que compõem o restante elenco.

### Mudanças na história e cancelamento da 2.ª temporada
Devido aos maus resultados conquistados audiometricamente, o diretor de programas Daniel Oliveira logo no início da novela começou logo a mexer na história, fazendo com que a produção reajustasse os episódios e fossem mudadas cenas e restruturadas sequências. Tais mudanças não surtiram qualquer efeito nas audiências da história, o que obrigou o diretor de programas a fazer ajustes na história e na direção da trama. Estando previsto haver uma segunda temporada com uma nova fornada de episódios caso a novela tivesse sucessso, rapidamente essa ideia foi deixada de lado após o seu fracasso audiométrico, originando o seu cancelamento.
Foi anunciado que estaria coagitado o regresso de Luciana Abreu, que estaria inicialmente para integrar o elenco principal da novela, para alavancar as audiências da mesma com uma outra personagem. Porém, a ideia foi deixada de lado após o cancelamento da novela e a atriz acabou por ser transferida para uma futura novela do canal.

## Exibição
Prevista para estrear durante o mês de setembro de 2023, estreou a 25 de setembro, substituindo Sangue Oculto e sendo exibida na 1.ª faixa. Devido às suas fracas audiências perante a concorrência e também devido à estreia de Cacau, novela da TVI, acabou por ser transferida para a 2.ª faixa a 15 de janeiro de 2024 e alguns dias depois, a 5 de fevereiro, para a 3.ª faixa, após a estreia de Senhora do Mar. A 4 de março do mesmo ano, devido à estreia da segunda fase da novela, a trama voltou à 2.ª faixa. Com o objetivo de recuperar audiências, passou também a ser exibida em dois episódios diariamente, com Flor sem Tempo a ser exibida entre ambos. O primeiro episódio do dia foi subintitulado de A Vingança e tem foco no núcleo principal e na vingança de Aurora e Irene contra Lúcia, enquanto que o segundo episódio não conta com nenhum subtítulo e tem como foco o núcleo secundário e os restantes plots e personagens da história. Com o fim de Flor sem Tempo, os episódios duplos passaram a ser exibidos em conjunto, à exceção de alguns dias em que foi exibido somente um episódio. A 3 de junho, os episódios deixaram de ser duplos, mantendo a divisão anterior entre núcleo principal e secundário. A partir de 18 de junho, devido à estreia de A Promessa, passou a ser exibida novamente na 3.ª faixa. Assim que Nazaré reestreou na SIC, em agosto de 2024, Papel Principal assumiu a 4.ª faixa. A campanha de ‘últimos episódios’ arrancou a 2 de setembro de 2024, tendo terminado a 5 de outubro de 2024.

### Tema de génerico
"Papel Principal" foi anunciada como tema de genérico a 20 de julho de 2023, tratando-se de uma reinterpretação cantada por Selma Uamusse do tema de 1986 de Adelaide Ferreira. A 23 de agosto de 2023, foi gravado o genérico. A versão original já havia sido tema de génerico da telenovela A Outra, da TVI, em 2008.

### Divulgação
A promoção arrancou a 1 de agosto de 2023, sem qualquer menção ao título da novela.
A 20 de agosto, é confirmado num novo teaser da novela que o título "Papel Principal" havia sido oficializado assim como o seu respetivo logótipo, com a protagonista Aurora como destaque.

### Transmissão na OPTO
Na OPTO, a plataforma de streaming da SIC, a novela terá todos os seus episódios de exibição na SIC disponibilizados na plataforma, tendo em todos os seus episódios antestreias com um ou vários dias de antecedência à emissão dos episódios, à exceção do 1º episódio.

## Músicas
| Tema                     | Intérprete(s)          | Personagem tema | Notas            |
| ------------------------ | ---------------------- | --------------- | ---------------- |
| "Papel Principal"        | Selma Uamusse          | —               | Tema de genérico |
| "Lá Vai Lisboa"          | Amália Rodrigues       | —               | —                |
| "Casa"                   | Fernando Daniel        | Aurora e Fred   | —                |
| "Quem Me Dera"           | Mariza                 | —               | —                |
| "Bicadas no Fado"        | Catarina Rocha         | —               | —                |
| "Bem Firme"              | Blaya e Virgul         | —               | —                |
| "Arraial Triste"         | Ana Moura              | Lúcia           | —                |
| "Não Vás Embora, Rapaz!" | Ana Bacalhau           | —               | —                |
| "Dor de Amar"            | SYRO e Mariana Pacheco | —               | —                |
| "Aceita que Dói Menos"   | Ruth Marlene           | —               | —                |
| "Menina Top"             | Sérgio Rossi           | —               | —                |
| "Gosto de Ti"            | Carolina Deslandes     | —               | —                |

## Audiências
| Fases | Episódios | Estreia                | Estreia       | Final                | Final         | Audiência em média (pontos) |
| Fases | Episódios | Data                   | Aud. (pontos) | Data                 | Aud. (pontos) | Audiência em média (pontos) |
| ----- | --------- | ---------------------- | ------------- | -------------------- | ------------- | --------------------------- |
| 1     | 110       | 25 de setembro de 2023 | 7.5           | 1 de março de 2024   | 2.6           | TBD                         |
| 2     | 192       | 4 de março de 2024     | 5.5           | 5 de outubro de 2024 | 2.8           | TBD                         |

Com o objetivo de recuperar as audiências perdidas das suas antecessoras no intervalo de tempo desde a perda da liderança do público de Amor Amor (2021), "Papel Principal" teve uma das piores classificações de primeiro episódio da primeira faixa de telenovelas transmitida pela SIC, com 7.5 de rating e 15.5% de share, foi visto por 714.600 espectadores. Teve um pico de 8.3 de rating e share de 16.4%.
Desde o primeiro episódio, a telenovela apenas foi capaz de chegar à liderança em parte do seu horário no confronto com Queridos Papás e em somente dois momentos singulares. Ainda assim, teve alguns recordes de rating e share, mesmo nunca tendo conseguido destronar a principal concorrente, Festa é Festa durante a sua primeira fase.
Com a estreia da segunda fase, começou a ser exibida em episódios duplos e tornou-se lider de audiências frente a Festa é Festa devido a Flor sem Tempo ser exibida entre os dois episódios diários. Após o fim de Flor sem Tempo, a novela não foi capaz de manter a liderança que havia conquistado e passou a registar várias vezes o seu pior resultado de sempre até à chegada de A Promessa — a novela mais recente do canal —, que impulsionou as audiências da novela e a fez regressar à liderança.
Assim que, em agosto de 2024, Nazaré começou a ser reemitida na SIC logo após Senhora do Mar, Papel Principal passou a ser exibida pouco antes da uma da manhã, com as audiências da trama a oscilar entre a liderança e a vice-liderança.
O último episódio, exibido a 5 de outubro de 2024, registou uma das piores audiências de sempre num último episódio de telenovela da SIC desde O Olhar da Serpente (2003), ao marcar 2.8 de rating e 9.8% de share, equivalente a cerca de 270.100 espectadores.

## Projetos derivados

### A Casa da Aurora
Foi revelado, em setembro de 2023, durante a apresentação da ‘Nova Temporada SIC’, que o canal iria produzir a sitcom "A Casa da Aurora", que se passa no universo da novela.
Durante o primeiro episódio da novela, foi revelada a data de estreia da sitcom durante uma cena em que a personagem Lúcia estava com a TV ligada. Com exibição semanal na SIC aos sábados, estreou na semana de estreia da novela, a 30 de setembro de 2023, tendo os seus primeiros quatro episódios sido disponibilizados na OPTO, a plataforma de streaming da SIC, às sextas-feiras e os episódios 5 e 6 às quintas-feiras, tratando-se de uma anteestreia exclusiva da plataforma. A partir do sétimo episódio, passou a ser exibida na sua totalidade na OPTO, mantendo-se às quintas-feiras. A partir do sétimo episódio, a sitcom passou a ser transmitida às quintas-feiras e passou a ser um exclusivo OPTO, deixando de ser emitida pela SIC devido aos maus resultados no decorrer dos anteriores episódios. Foi cancelada ao fim de uma temporada, composta por 10 episódios e dividida entre duas partes, tendo sido o seu último episódio lançado a 30 de novembro de 2023. Ainda assim, o décimo e último episódio temático de Natal foi emitido a 25 de dezembro de 2023 na SIC, devido à época natalícia.

### Os Eleitos
Foi revelado, em setembro de 2023, durante a apresentação da ‘Nova Temporada SIC’, que o canal iria produzir uma série derivada da novela no streaming da OPTO, com o título "Os Eleitos", retratando a fase inicial da carreira de atores de Aurora e Fred, personagens de Carolina Carvalho e Ângelo Rodrigues, na série ficcional que se insere no universo da novela. Joana Cravo e João Bettencourt, que dão vida às versões jovens de Aurora e Fred na novela, também ficaram encarregues de interpretar as personagens que Aurora e Fred interpretam na série fictícia da novela. Ivo Lucas, Bruna Quintas, João Maneira, Paula de Magalhães, Mariana Cardoso e Paula Lobo Antunes também fazem parte do elenco principal.

### Peça de teatro
Foi revelado, em setembro de 2023, durante a apresentação da ‘Nova Temporada SIC', que o canal iria produzir uma peça de teatro derivada da novela, para percorrer Portugal. A peça de teatro em questão seria o musical fictício da novela, "Lisboa Não Sejas Estrangeira". Tal acabou por não se verificar e a ideia foi descartada após a novela ter sido cancelada devido ao seu fracasso audiométrico.